# Trận Cissa
Trận Cissa là một phần của Chiến tranh Punic lần thứ hai. Nó nổ ra vào mùa thu năm 218 trước công nguyên ở phía nam của thị trấn Hy Lạp Tarraco ở phía đông bắc bán đảo Iberia. Một đội quân La Mã dưới quyền Gnaeus Cornelius Scipio Calvus đánh bại một lực lượng ít hơn của quân Carthage dưới quyền Hanno, và đạt được quyền kiểm soát lãnh thổ phía bắc của sông Ebro mà Hannibal đã xâm chiếm một vài tháng trước khi vào mùa hè năm 218 TCN. Đây là trận đầu tiên của người La Mã ở Iberia.

## Hoàn cảnh chiến lược
Sau khi kết thúc thành công Cuộc vây hãm Saguntum, Hannibal Barca đã cho quân đội của mình nghỉ ngơi. Đến mùa hè năm 218 TCN, ông đã hành quân đến Ý với 90000 bộ binh và 12000 kị binh theo (theo Polybius), hoặc với 46.000 bộ binh và 10000 kị binh. Ông đã dành cả mùa hè để chinh phục khu vực phía bắc của sông Ebro. Sau khi khuất phục các bộ lạc Iberia nhưng bỏ qua các thành bang Hy Lạp không bị cản trở, ông tiến  đến Gaule để tiếp tục cuộc hành quân tới Ý của mình. Để lại một đội quân để bảo vệ vùng lãnh thổ mới và 10000 quân ít tin cậy ở nhà..

## Sự chuẩn bị của người La Mã
Hải quân La mã đã được  huy động  vào năm 218 TCn, có 220 tàu quinqueremes, có lẽ là trong chiến tranh Ilyria lần thứ hai năm 220/219 TCN. Chấp chính quan Tiberius Sempronius Longus đã nhận được 2 quân đoàn (8.000 bộ binh và 600 kỵ binh) cộng với 16.000 lính bộ binh và 1.800 kỵ binh đồng minh cùng với sự chuẩn bị ở Sicilia với 160 tàu chiến lớn và 12 thuyền galley để hướng đến châu Phi và các chấp chính quan khác giữ chân Hannibal  (nhưng thực tế ông  không bao giờ đến châu Phi). Publius Cornelius Scipio nhận được 2 quân đoàn với quân số tương tự cùng với 14000 bộ binh  và 1600 kị binh đồng minh và 65 tàu mái chèo cho việc hành quân đến Iberia. Tuy nhiên bộ lạc Boii và Insuber người Gaul ở miền Bắc Ý đã tấn công các thuộc địa La Mã, buộc Scipio phải đối phó với họ.
Trong khi Hannibal hành quân qua xứ Gaul, Scipio đã đổ bộ cùng với quân đội của mình ở thành phố Hy Lạp Massilia. Sau đó ông đã gửi một đội kị binh tuần tra phía đông bắc  bờ sông Rhone, mà đụng độ với một lực lượng tương tự là kỵ binh nhẹ Numidia. Scipio hành quân về phía bắc từ căn cứ của mình trong khi Hannibal hành quân về phía đông dãy Alps. Khi đến trại của người Carthage, Scipio biết được rằng Hannibal đã đi được 3 ngày đường, và quyết định gửi quân đội của ông tới Iberia dưới sự chỉ huy của Gnaeus, anh trai của ông, chấp chính quan năm 221 TCN. Trong khi ông tự mình quay trở lại miền Bắc Italia để tổ chức việc bảo vệ chống lại Hannibal.

## Mở đầu
Hasdrubal Barca,  em trai của Hannibal, đã có 12.650 bộ binh, 2.550 kỵ binh và 21 voi chiến để bảo vệ vùng lãnh thổ của Carthage phía nam sông Ebro. Hannibal cũng để lại cho Hanno một lực lượng nhất định với 10.000 bộ binh và 1.000 kỵ binh đến đồn trú ở vùng lãnh thổ vừa được chinh phục phía bắc sông Ebro. Hanno này đã được xác định bởi các tác giả khác nhau như là cháu trai của Hannibal (con trai của Hasdrubal) một người anh em  hoặc không có quan hệ với dòng tộc Barca.
Gnaeus Cornelius Scipio Calvus, với 20.000 bộ binh (2 quân đoàn La Mã và 2 của đồng minh) 2.200 kỵ binh và 60 quinqueremes, khởi hành từ Massilia và đổ bộ ở  Emporiae thuộc Iberia. Các thành phố Hy Lạp của Emporiae và Tarraco hoan nghênh những người La Mã, và Gnaeus bắt đầu giành chiến thắng trước các bộ lạc Iberia phía bắc của Ebro. Hasdrubal Barca, sau khi được cảnh báo về đoàn quân viễn chinh này đã hành quân về phía bắc với một đội quân gồm 8000 bộ binh và 1000 kị binh để gia nhập cùng với Hanno.

## Trận đánh
Hanno đã hoàn toàn bất ngờ bởi sự xuất hiện của những người La Mã ở bán đảo Iberia. Sự cai trị của người Carthage đối với các bộ lạc Iberia vừa chinh phục được đã bị giảm sút vì sự xuất hiện của Scipio, ông quyết định khiêu chiến. Hanno hành quân và tấn công những người La Mã ngay phía bắc Tarraco, gần một nơi gọi là Cissa hoặc Kissa. Không có một kế hoạch tài tình hay bất cứ một cuộc tập kích nào, hai đội quân được tập hợp lại và dàn trận trước mặt nhau. Với tỉ lệ 2-1 ít hơn, Hanno bị đánh bại tương đối dễ dàng, mất 6000 quân trong trận đánh. Hơn nữa, người La Mã còn cố gắng chiếm lấy trại của quân Carthage, cùng với 2000 lính và bản thân Hanno. Khu trại chứa tất cả trang bị mà Hannibal để lại.  Trong số các tù nhân còn có cả  Indibilis, một thủ lĩnh Iberia có thế lực sẽ gây ra những rắc rối nghiêm trọng cho người La Mã sau đó. Người La Mã còn tấn công ồ ạt vào  thị trấn Cissa, mặc dù vậy nó gây thất vọng cho họ khi mà nó không chứa bất kỳ chiến lợi phẩm có giá trị.

## Kết quả
Gnaeus đã trở thành chỉ huy của người Iberia ở phía bắc sông Ebro. Hasdrubal đến quá trễ để trợ giúp Hanno và không được đủ mạnh để tấn công những người La Mã, vẫn còn đang vượt sông. Lực lượng này bắt gặp một số thủy thủ La Mã đang tìm kiếm thức ăn và gây cho họ thương vong nặng nề làm cho hạm đội La Mã tại Iberia đã giảm từ 60 xuống còn 35 tàu. Các hạm đội La Mã rút lui Tuy nhiên, họ đã đột kích vào các vùng đất của Carthage ở Iberia . Uy tín La Mã được thành lập tại Iberia, trong khi Carthage đã bị một đòn đáng kể. Sau khi trừng phạt các  quan chức phụ trách của đội ngũ hải quân để nghiêm trị kỷ luật lỏng lẻo của họ, Scipio và quân đội La Mã trú đông tại Tarraco. Hasdrubal thoái lui đến Cartagena sau khi những đội quân liên minh đồn trú ở phía nam của Ebro.
Nếu Hanno bằng cách nào đó đã thắng trận, nó có thể đã giúp cho Hannibal có được tiếp viện từ Barcid Iberia vào đầu năm 217 trước Công nguyên. Trận chiến này mang lại cho Scipio kết quả ở Iberia tương tự trận Trebia sẽ mang lại cho Hannibal tại Ý: đảm bảo một cơ sở hoạt động, và chiến thắng trước một số các bộ tộc bản địa như một nguồn cung cấp và tuyển lính, cũng cắt bỏ các  tuyến giao thông đường bộ của Hannibal từ căn cứ của ông ở Iberia. Không giống như Hannibal, Scipio đã không ngay lập tức phát động một chiến dịch lớn ở lãnh thổ của  kẻ thù ở phía nam dòng sông.